# Toki Shigeyori
Toki Shigeyori est un nom japonais traditionnel ; le nom de famille (ou le nom d'école), Toki, précède donc le prénom (ou le nom d'artiste).
Toki Shigeyori (土岐 成頼, 1442-5 mai 1497) est un commandant militaire et daimyo de la province de Mino (moderne préfecture de Gifu) durant l'époque Muromachi. Les caractères de son nom peuvent aussi être lus « Toki Nariyori ». Devenu le 8e chef du clan Toki à l'âge de 15 ans, il est le fils adopté de Toki Mochimasu. Parmi ses fils figurent Toki Masafusa et Toki Motoyori. Après être devenu prêtre bouddhiste plus tard dans sa vie, il change son nom pour celui de « Muneyasu » (宗安). Ses restes se trouvent au Zuiryū-ji situé dans la ville de Gifu.

## Montée au pouvoir
Au décès de Toki Mochikane (土岐持兼), fils ainé de Mochimasu, le fils de Mochikane est choisi pour être le prochain shugo (gouverneur) de la province de Mino. Cependant, Saitō Toshinaga, un shugodai (vice-gouverneur), pousse Shigeyori à être le prochain shugo. À l'époque, Shigeyori est membre du clan Isshiki associé mais est adopté par Mochimasu et lui succède en 1467. C'est l'un des nombreux exemples au cours de la partie médiane de la période Muromachi dans lequel le shugodai usurpe le pouvoir du shugo ; le clan Saito lui-même voit son propre pouvoir usurpé plus tard.
En 1467, Shigeyori combat pour les armées de l'Ouest lors de la guerre d'Ōnin. Il commande un groupe de 8 000 hommes et se bat avec les forces stationnées à Kyoto ; son action protège la vie de Saitō Myōchin, le shugodai d'alors de la province de Mino. Par la suite, le clan Tomishima (富島氏, Tomishima-shi) et le clan Nagae (長江氏, Nagae-shi) se rangent du côté des armées de l'Est et une guerre civile se déclenche à l'intérieur de la province de Mino mais Myōchin est en mesure de les défaire. Parce qu'il y a des craintes que les armées de l'Est soient à même de prendre le contrôle et d'influencer le bakufu, les armées de l'Ouest travaillent pour gagner, organiser et rejoindre les puissants sanctuaires et autres groupes importants. De cette façon, Myōchin est en mesure d'étendre son pouvoir aux provinces d'Owari, d'Ise, d'Ōmi et Hida et Shigeyori d'exercer plus d'influence sur les armées de l'Ouest.

## Retour dans la province de Mino
En 1477, après la fin de la guerre d'Ōnin, Shigeyori donne asile à Ashikaga Yoshimi et à son fils Ashikaga Yoshitane, chefs nominaux des armées de l'Ouest et retourne dans la province de Mino. Yoshimi et Yoshitane passent les sept années suivantes au château de Kawate.
Après la mort de Myōchin en 1480, Saitō Myōjun et Saitō Toshifuji se confrontent pour le droit de succéder à Myōchin. Myōjun l'emporte et renforce davantage le pouvoir du clan Saitō.

## Source de la traduction
- (en) Cet article est partiellement ou en totalité issu de l’article de Wikipédia en anglais intitulé « Toki Shigeyori » (voir la liste des auteurs).